# 復仇者 (2019年電影)
《復仇者》（英語：Avengement）是一部2019年英國動作片，講述一名囚犯在母親去世後逃脫了警察的羈押，挾持一家私人酒吧，開始述說自己如何轉變成暴力鬥士的來龍去脈，並向陷害自己的哥哥復仇。電影由傑西·V·強森並與史都·史莫（Stu Small）合作編劇，史考特·艾金斯、克雷格·費布雷斯和托馬斯·托庫斯主演。
《復仇者》2019年5月24日先在美國VOD發行及有限上映，6月17日英國發行。

## 劇情
囚犯凱恩·波基斯被警察護送到醫院，得知母親的死訊後仍堅持會見遺體。準備離開時，凱恩在電梯裡打昏了警察，逃出了醫院。之後他用雙管霰彈槍挾持了一間私人酒吧中的顧客，要求名為海德的男子致電給哥哥林肯來到此地。凱恩開始述說自己被送往貝爾馬許監獄，且因兩萬英鎊的懸賞金而不得不在監獄中為生存而戰。
凱恩曾經是技術嫻熟但脾氣暴躁的武術家，每次獲勝時，他都會讓林肯、高利貸者和幾名合夥人損失大量金錢。為了投資一家合法企業，凱恩去找林肯尋求經濟幫助，林肯要求他幫副手海德從一名婦女手中取回包裹。雖然凱恩成功取走包裹，但婦女卻遭車子撞死，導致凱恩被捕並被指控犯有過失殺人罪。奧哈拉警探要求凱恩供出長期為他人設騙局的林肯，當凱恩拒絕與警方合作時，腐敗的警察埃文斯中士揍了他一頓。儘管記錄清白，但凱恩仍被判處關在英格蘭最暴力的貝爾馬許監獄，在此常常打架，牙齒和臉都受了重傷。儘管他為自衛而戰，但刑期一再被延長，促使自己為了生存而成為冷血殺手。幾年後，一名襲擊者透露林肯出高價懸賞凱恩的人頭。凱恩同意與奧哈拉警探合作，前提是允許去醫院探望垂死的母親，但為時已晚，母親在凱恩探望前就已過世。
林肯來到酒吧與凱恩對峙，過程中凱恩霰彈槍擊殺了嘲笑自己的海德。林肯最後承認自己設局企圖解決掉凱恩。收錢的埃文斯中士曾散佈虛假謠言，指稱凱恩向警方打小報告，這使凱恩逃獄後殺死了埃文斯。但林肯表示從不在乎這是否屬實，下令對付凱恩的真正原因是因為謠言令自己失去了尊重，林肯無法忍受。凱恩威脅林肯的會計師清空了林肯的銀行帳戶後，林肯下令要酒吧內的所有手下殺死凱恩，使屋子內引發了一場激烈鬥毆。凱恩取勝，殺光了所有敵人；林肯企圖用霰彈槍朝凱恩開槍，但子彈已空，隨後用刀發動攻擊；最後，凱恩反用刀殺死了林肯，跌跌撞撞地走出酒吧，然後倒在附近的長凳上。
奧哈拉警探在辦公室發現林肯銀行賬戶的錢被凱恩分割給了上百名遭設局的受害者。

## 演員
- 史考特·艾金斯飾演凱恩·波基斯（Cain Burgess）
- 克雷格·費布雷斯（英语：Craig Fairbrass）飾演林肯·波基斯（Lincoln Burgess）
- 托馬斯·托庫斯飾演圖恩（Tune）
- 尼克·莫蘭飾演海德（Hyde）
- 凱爾絲頓·韋勒英（英语：Kierston Wareing）飾演邦茲（Bez）
- 萊奧·古格里（英语：Leo Gregory）飾演墨（Mo）
- 羅斯·歐亨尼斯（英语：Ross O'Hennessy）飾演埃文斯中士（Sgt. Evans）
- 路易斯·曼迪勒飾演奧哈拉警探（Detective O'Hara）

## 外部連結
- 互联网电影数据库（IMDb）上《復仇者》的资料（英文）